# Бутіди
Бутіди ( Buthidae) є найбільшою родиною скорпіонів, що включає близько 100 родів і 1339 видів станом на 2022 рік. Відомо кілька дуже великих родів ( Ananteris, Centruroides, Compsobuthus або Tityus ). Нові таксони описуються зі швидкістю кількох нових видів на рік. Вони поширені в тропічних і субтропічних широтах по всьому світу. Разом із чотирма іншими родинами Buthidae складають надродину Buthoidea. Родина була класифікована Карлом Людвігом Кохом у 1837 році.
Всього у світі відомо близько 20 видів скорпіонів потенційно смертельних для людини, і всі вони, крім одного ( Hemiscorpius lepturus ), належать до Buthidae. У мертвих екземплярів можна спостерігати характерний для цього сімейства шип під жалом. 

## Опис
Деякі скорпіони Buthidae належать до більших скорпіонів; в середньому представники цієї родини середнього розміру, але часто зустрічаються дрібні види. Так, наприклад, Microtityus і Microbuthus ледь сягають 2 см. Найбільші представники зустрічаються серед Androctonus ( товстохвостих скорпіонів ), Apistobuthus, Centruroides і Parabuthus; і можуть досягати 12 см. Більшість із них мають від двох до п’яти пар очей.
Мають переважно товстий хвіст. Педипальпи, як правило, слабкі, тонкі та схожі на пінцет. Buthidae, як правило забарвлені, досить рівномірно від охри до коричневого кольору, але деякі з них чорні або (як Centruroides і Uroplectes ) більш яскраві. Більш помітні візерунки та форми зустрічаються, наприклад, в Ізометрі або Ліхасі.

## Отрута
Скорпіони з родів Androctonus, Centruroides, Hottentotta, Leiurus, Parabuthus і Tityus відомі своєю сильною отрутою. Смертельні випадки серед людей були зареєстровані від менш ніж двох десятків видів. Ідентифікація виду проблематична, і детальні дані про отруту існують лише для невеликої частини Buthidae. Отрута Rhopalurus junceus використовується в кубинській традиційній медицині та була випробувана як ліки від раку.
Було виявлено, що досліджені токсини Buthidae гіперполяризують нерви та уповільнюють їх інактивацію, спричиняючи хворобливе нервове збудження, яке може тривати годинами.
Існує припущення, що токсини походять від еволюційного предка, що жив понад 150 мільйонів років тому.